# Madagascar (canción)
«Madagascar»  es la canción número doce del álbum Chinese Democracy de la banda Guns N' Roses. Esta canción debutó en el festival Rock in Rio III en 2001, donde también se presentó el guitarrista Buckethead como parte de la banda. La canción tiene frases de Martin Luther King ("Free at last! Free at last! Thank God Almighty, we are free at last!"). La letra de la canción es autoría de W. Axl Rose. Se puede decir que la canción es más orquesta que Hard rock, ya que posee muchos arreglos de violines, chelos y otros instrumentos que conforman una orquesta sinfónica, además de acompañamineto de sintetizadores y teclados. Aunque no es muy estilo Guns N' Roses, muchos críticos han dicho que es una obra de arte, tanto líricamente como musicalmente.

## Historia de composición
La canción fue interpretada públicamente por primera vez en el 2001 Rock in Rio 3, en Brasil.
Fue anunciada por Axl Rose como "una nueva canción" en la cual esperaba "expresar sus sentimientos".
El Facebook de Chris Pitman publicó una foto de Rose tocando la guitarra en esta canción en su debut, comentando que todas las partes de guitarra en la canción habían sido escritas por Rose; "Axl tocando la guitarra en Río 2001, él escribió todas las partes, yo lo grabé tocando un montón de piezas de guitarra impresionante en ese entonces, no creo que la gente sepa lo que es un guitarrista original y lo bueno que realmente es.... esos eran tiempos de la diversión".
Pitman habló de la redacción de esta canción en el "talking metal" en el 2008, diciendo "Yo estaba en su casa durante una semana o dos, y yo era la creación de samplers montados en rack, y que tenía su orquesta falso con sintetizadores. Una de ellas sería las cuerdas y yo estaba estableciendo que para él, y yo iba "ahora este módulo aquí, veamos con estos instrumentos de viento y aquí tienes el cuernos francés ...", y él estaba tocando mientras yo estaba cambiando los sonidos, y me cambié los sonidos de sonido corno francés y él estaba jugando esta progresión de acordes y me fui a otro sonido, y va "oh no, vuelve a ese". Volvimos y fue el sonido del cuerno francés y él siguió tocando esta progresión y sonaba realmente genial y me dio la vuelta y volvió sobre la cinta de la máquina y que terminó siendo el de introducción de la canción "Madagascar".